# Анталь Сабо
Анталь Сабо (угор. Szabó Antal, 4 вересня 1910, Шорокшар — 18 квітня 1972, Нюртінген) — угорський футболіст, що грав на позиції воротаря за «Хунгарію» і національну збірну Угорщини, у складі якої був учасником двох чемпіонатів світу.

## Клубна кар'єра
У дорослому футболі дебютував 1930 року виступами за команду клубу «Хунгарія», в якій провів десять сезонів. За цей час двічі виборював титул чемпіона Угорщини.
Згодом грав за низку угорських нижчолігових команд.
Помер 18 квітня 1972 року на 62-му році життя у місті Нюртінген.

## Виступи за збірну
1932 року дебютував в офіційних матчах у складі національної збірної Угорщини. Протягом кар'єри у національній команді, яка тривала 8 років, провів у її формі 42 матчі, пропустивши 93 голи.
Був основним воротарем угорців на чемпіонаті світу 1934 року в Італії, де вони провели дві гри і вибули з боротьби після поразки у чвертьфіналі від збірної Австрії.
За чотири роки, на чемпіонаті світу 1938 року у Франції, у першій грі турніру ворота Угорщини захищав Йожеф Хада, а у вирішальних іграх його змінив Сабо, провівши на полі заключні три гри своєї національної команди, включаючи фінальний матч проти діючих чемпіонів світу італійців, в якому угорці поступилися 2:4 і завоювали лише «срібло» світової першості.

## Титули і досягнення
- Чемпіон Угорщини (2):

«Хунгарія»: 1935-1936, 1936-1937
- Віце-чемпіон світу: 1938